# Половни људи
Половни људи је предстојећи српско-естонски драмски филм из 2025. године по сценарију и у режији Деана Радовановића.

## Радња
Заводљиви и енигматични медијски могул Драган Ивановић оркестрира удар на актуелну власт у корист радикалне деснице. Када добије позив од млађег брата Марка и његове нове девојке Светлане, Драган се враћа у свој родни град да преиспита изразито непријатељски и отуђен однос са неуротичним братом као и његову наизглед хармоничну романсу.

## Улоге
| Глумац               | Улога           |
| -------------------- | --------------- |
| Бојан Жировић        | Драган Ивановић |
| Милош Лазић          | Марко           |
| Бранка Катић         | Светлана        |
| Срђан Милетић        |                 |
| Миња Пековић         |                 |
| Љубомир Бандовић     |                 |
| Владица Милосављевић |                 |
| Ненад Ћирић          |                 |